# Carthame
Carthamus
Genre
Le genre botanique Carthamus (les carthames) regroupe des plantes presque toutes méditerranéennes, de la famille des Astéracées (ou Composées), assez proches des chardons. Ce sont des plantes annuelles ou vivaces, le plus souvent très épineuses. Les capitules sont solitaires, entourés d'un involucre de bractées épineuses, avec de nombreuses bractées externes foliacées. Les fleurs sont toutes tubulées, à lobes profonds. L'huile de carthame est une huile alimentaire.
Le nom Carthamus est un emprunt à l'arabe qurtum (قرطم) et correspond à une racine sémitique signifiant « teindre ». Le terme est lié aux vertus tinctoriales des fleurs de Carthamus tinctorius, aux propriétés assez semblables à celles du safran.

## Liste d'espèces
Ce genre comprend plusieurs espèces, telles que Carthamus arborescens L. (carthame arborescent), plante du sud de l'Espagne et du nord-ouest de l'Afrique, Carthamus boissieri Halácsy, plante des îles grecques, Carthamus dentatus (Forssk.) Vahl, plante des Balkans et de la Turquie, Carthamus lanatus L. (carthame laineux), présent dans tout le bassin méditerranéen et, plus rarement, sur le reste du territoire français, Carthamus tenuis (Boiss. et Blanche) Bornm., de la Méditerranée orientale et Carthamus tinctorius L., carthame des teinturiers.
La fleur séchée est vendue comme safran par certains grossistes ou détaillants malhonnêtes.
Selon ITIS (30 juin 2013) :
- Carthamus creticus L.
- Carthamus lanatus L.
- Carthamus leucocaulos Sm.
- Carthamus oxyacanthus M. Bieb.
- Carthamus tinctorius L.

Selon NCBI (30 juin 2013) :
- Carthamus alexandrinus
- Carthamus anatolicus
- Carthamus arborescens
- Carthamus boissieri
- Carthamus caeruleus
- Carthamus curdicus
- Carthamus dentatus
- Carthamus divaricatus
- Carthamus glaucus
- Carthamus gypsicola
- Carthamus lanatus
- Carthamus leucocaulos
- Carthamus nitidus
- Carthamus oxyacanthus
- Carthamus palaestinus
- Carthamus persicus
- Carthamus pinnatus
- Carthamus rhiphaeus
- Carthamus tenuis
- Carthamus tinctorius
- Carthamus turkestanicus

Selon Tropicos (30 juin 2013) (Attention liste brute contenant possiblement des synonymes) :
- Carthamus alexandrinus Asch.
- Carthamus anatolicus Sam.
- Carthamus arborescens L.
- Carthamus baeticus (Boiss. & Reut.) Nyman
- Carthamus boissieri Halácsy
- Carthamus caeruleus L.
- Carthamus carduncellus L.
- Carthamus creticus L.
- Carthamus dentatus Vahl
- Carthamus fruticosus Maire
- Carthamus glaucus M. Bieb.
- Carthamus gypsicola Iljin
- Carthamus helenoides Desf.
- Carthamus hircinus Lag.
- Carthamus laevis Hill
- Carthamus lanatus L.
- Carthamus leucocaulos Sibth. & Sm.
- Carthamus maculatum (Scop.) Lam.
- Carthamus nitidus Boiss.
- Carthamus oxyacanthus M. Bieb.
- Carthamus palaestinus Eig ex Rech. f.
- Carthamus persicus Desf. ex Willd.
- Carthamus pterocaulos C.A. Mey.
- Carthamus rhiphaeus Font Quer & Pau
- Carthamus ruber Link
- Carthamus tauricus M. Bieb.
- Carthamus tenuis (Boiss. & Blanche) Bornm.
- Carthamus tinctorius L.
- Carthamus turkestanicus Popov

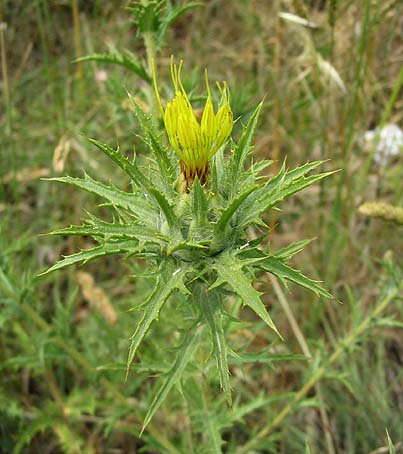
Capitule de C. lanatus
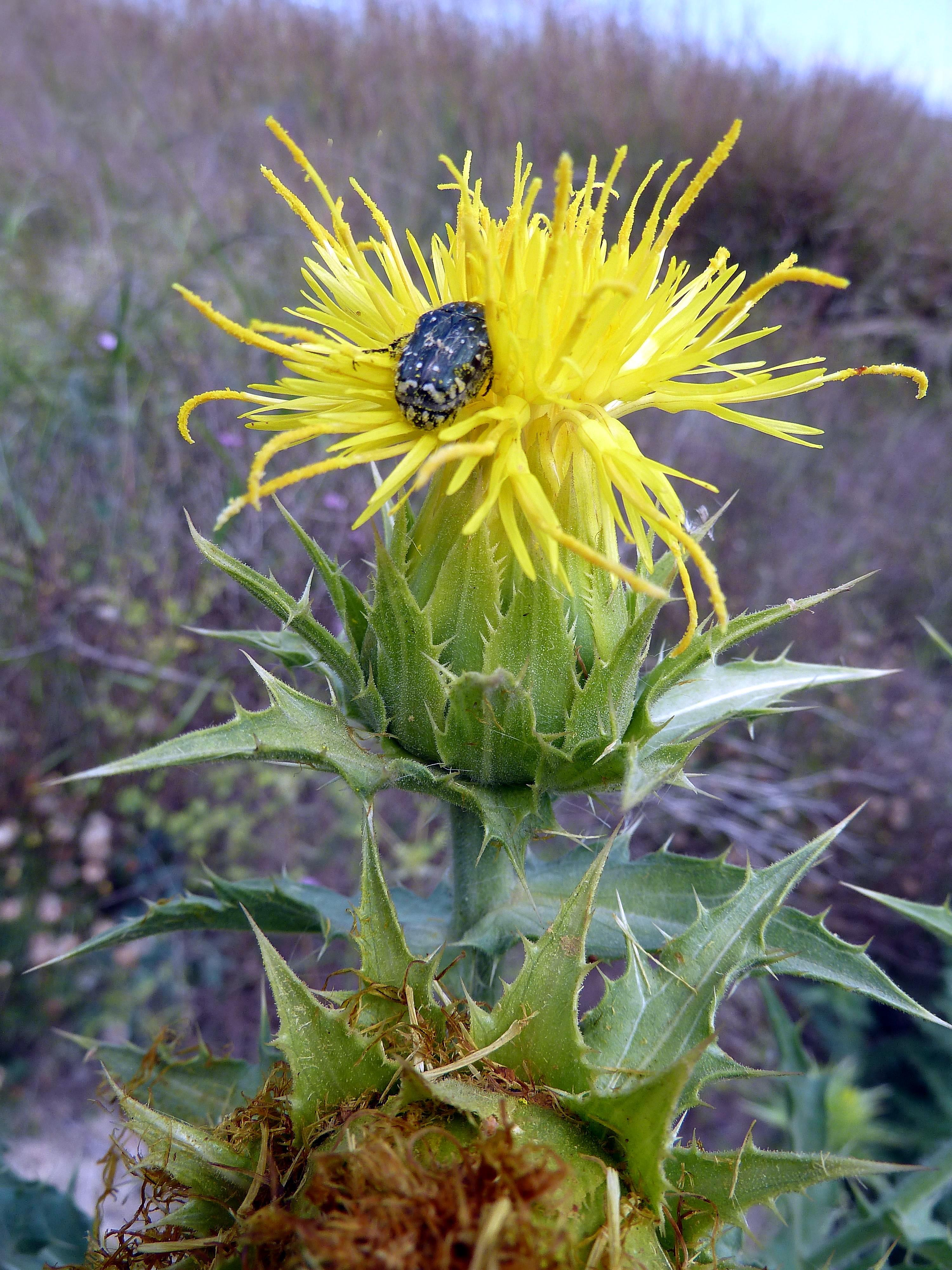
Vue plus générale de C. arborescens

## Calendrier
Le 8e jour du mois de thermidor du calendrier républicain  / révolutionnaire français est dénommé jour du carthame, généralement chaque 26 juillet du calendrier grégorien.